# 22981 Катц
22981 Катц (22981 Katz) — астероїд головного поясу, відкритий 3 листопада 1999 року.
Тіссеранів параметр щодо Юпітера — 3,570.